# Aymen Belaïd
Aymen Belaïd (arab. أيمن بلعيد, Ayman Bilʿayd; ur. 2 stycznia 1989 w Paryżu) – tunezyjski piłkarz grający na pozycji pomocnika w Rotherham United.

## Kariera klubowa
Belaïd rozpoczął karierę juniorską w Paris FC, gdzie grał do 2007. Następnie trafił do zespołu rezerw czeskiego klubu FK Baník Most. W latach 2008–2010 grał w rezerwach Sparty Praga. W sierpniu 2010 podpisał dwuletni kontrakt z Grenoble Foot 38. W styczniu 2012 podpisał dwuipółletni kontrakt z Étoile Sportive du Sahel (początkowo pisano o trzyipółletniej umowie). We wrześniu 2013 podpisał roczny kontrakt z Łokomotiwem Płowdiw, a w styczniu 2014 przeniósł się do Lewskiego Sofia, z którym związał się dwuipółletnim kontraktem. W styczniu 2016 podpisał dwuipółletni kontrakt z Rotherham United.

## Kariera reprezentacyjna
W 2012 rozegrał dwa spotkania w reprezentacji Tunezji.

## Życie prywatne
Jego brat Tijani również jest piłkarzem.